# غزل (شعر)
الغزل هو التغنّي بالجمال، وإظهار الشوق إليه، والشكوى من فراقه، والغزل فنُّ شعريٌ يهدف إلى التّشبّب بالحبيبة ووصفها عبر إبراز محاسنها ومفاتنها. وهو ينقسم إلى قسمين: الغزل العذري، وله مسمياتٌ أخرى، وهي الغزل العفيف أو الغزل البدوي، والغزل الصريح، وله مسمياتٌ أخرى، وهي الغزل الحضري.
انطلاقاً من الاصطلاح اللغوي المتقدم، تعبير الغزل من الناحية الأدبية: فناً من فنون القصيدة الغنائية للتعبير عن الحب وأحاسيس المحبين وانفعالاتهم وما تعكسه تلك الانفعالات في النفس من ألوان الشعور. وهكذا يكون الغزل، إذا نبع من تجربة الشاعر الصادقة أحد ألوان الشعر الغنائي عند العرب وأقربها إلى النزعة الوجدانية فيه، يستمد الشاعر معانيه بما فيها من عطاء الشعور وأثر الحس والخيال من علاقته بالمرأة ونظرته إليها، ومنزلتها في واقعة ووجوده، ما يترتب عن ذلك من ميلٍ أو حبٍ، على تباين في صوره تبعاً للعوامل المؤثرة في أمزجة الشعراء وعوامل البيئة والعصر.

## النسيب
النّسيب نوع من الغزل. والغزل والنسيب ليست كلمتين مترادفتين، ولكن بينهما فرقًا نبَّه عليه قدامة فقال: إن النسيب ذِكر خلق النساء وأخلاقهن، وتصرُّف أحوال الهوى به معهن، والفرق بينهما أن الغزل هو المعنى الذي اعتقده الإنسان في الصبوة إلى النساء نسب بهن من أجله، فكأن النسيب ذِكر الغزل والغزل المعنى نفسه. قال: والغزل إنما هو التصابي والاستهتار بمودات النساء… وإذ قد بان أن الذي قلناه على ما قلنا فيجب أن يكون النسيب الذي يتم به الغرض هو ما كثرت فيه الأدلة على التهالك في الصبابة، وتظاهرت فيه الشواهد على إفراط الوجد واللوعة، وما كان فيه من التصابي والرقة أكثر مما يكون من الخشن والجلادة، ومن الخشوع والذلة أكثر مما يكون فيه من الإباء والعز، وأن يكون جماع الأمر فيه ما ضادَّ التحافظ والعزيمة ووافق الانحلال والرخاوة، فإذا كان النسيب كذلك فهو المصاب به الغرض.

## الغزل في العصر الجاهلي
تربع الغزل على عرش الشعر في العصر الجاهلي، وتكاد لا تخلو قصيدةٌ من الغزل حتى وإن لم يكن هو الغرض الأساس فيها، فلا بد للشاعر أن يذكر الغزل في قصيدته. واقتصرت أغلب القصائد الغزلية على وصف الجمال الخارجي للمرأة، كجمال الوجه والجسم. وكان الشعراء يتفننون بوصف هذا الجمال لكنهم قلما تطرقوا إلى وصف ما ترك هذا الجمال من أثرٍ في عواطفهم ونفوسهم. ويمكن تصنيف الغزل في هذا العصر إلى خطين:
- أولهما الغزل الفاحش، وزعيمه امرؤ القيس، ونجد ذلك واضحا في معلقته بمغامراته الليلية مع النساء وأيضًا يتجسد ذلك في إحدى قصائده:

سموت إليها بعد ما نام أهلها
سمو حباب الماء حالا على حال
فقالت سباك الله إنك فاضحي
ألست ترى السمار والناس أحوال
فقلت يمين الله أبرح قاعدا
ولو قطعوا رأسي لديك وأوصالي
حلفت لها بالله حلفة فاجر
لناموا فما إن من حديث ولا صال
فلما تنازعنا الحديث وأسمحت
هصرت بغصن ذي شماريخ ميال
وصرنا إلى الحسنى ورق كلامنا
ورضت فذلت صعبة أي إذلال
فأصبحت معشوقا وأصبح بعلها
عليه القتام سيئ الظن والبال
يغط غطيط البكر شد خناقه
ليقتلني والمرء ليس بقتال
أيقتلني والمشرفي مضاجعي
ومسنونة زرق كأنياب أغوال
وليس بذي رمح فيطعنني به
وليس بذي سيف وليس بنبال
أيقتلني وقد شغفت فؤادها
كما شغف المهنوءة الرجل الطالي
وقد علمت سلمى وإن كان بعلها
بأن الفتى يهذي وليس بفعال
وماذا عليه أن ذكرت أوانسا
كغزلان رمل في محاريب أقيال
- وثانيهما الحس العفيف الذي سطع نجمه لاحقًا في العصر الأموي، وكانت نواته في الجاهلية، وزعمائه كثر، وقد اقترنت أسمائهم بأسماء محبوباتهم أمثال (عنترة بن شداد وعبلة) و(عروة بن حزام وعفراء).

وعمومًا، لما كثرت حياة الترحال عند البدو في الجاهلية، صار الشعراء يقفون على أطلال حبيباتهم ويبكونها. فصارت القصيدة العربية في الجاهلية لا تخلو من مقدمة طللية يذكر فيها الشاعر حبيبته ويتغزل بها.

## الغزل في عصر صدر الإسلام
هذب الإسلام الغزل في هذا العصر، فقد جاء أكثر تعففًا، لكن بالرغم من هذا ضلت طائفة من الشعراء تعاقر الخمر في أشعارها، وتشبب بالنساء وتتغزل بهن غزلًا فاحشًا، أمثال أبي محجن الثقفي، لكن عموم الشعراء اتسم شعرهم بالغزل العفيف الذي لم يقف الإسلام بوجهه، والدليل على ذلك ان كعب بن زهير عندما مدح الرسول محمد بدأ قصيدته الشهيرة بالغزل ومنها:
بانت سعاد فقلبي اليوم متبول
متيم إثرها لم يفد مكبول
وما سعاد غداة البين إذ رحلوا
إلا أغن غضيض الطرف مكحول
هيفاء مقبلة عجزاء مدبرة
لا يشتكى قصر منها ولا طول
تجلو عوارض ذي ظلم إذا ابتسمت
كأنه منهل بالراح معلول
شجت بذي شبم من ماء محنية
صاف بأبطح أضحى وهو مشمول
تجلو الرياح القذى عنه وأفرطه
من صوب سارية بيض يعاليل

## الغزل في العصر الأموي
ازدهر الغزل في هذا العصر ازدهارًا لا مثيل له وذلك لأسباب منها:
- التسامح الديني الذي كان سائداً في ذلك العصر.
- الهدوء والاستقرار الأمني.

واتجه الغزل في ثلاثة اتجاهاتٍ أو ثلاثة مدارس هي:
- الغزل البدوي أو الغزل العذري: وهو الغزل العفيف، نجد فيه مشاعر الحب الصادقة لأنه يقتصر على حبيبةٍ واحدةٍ، وسمي عذرياً نسبة إلى قبيلة عذرة التي اشتهرت به، ولأنه انتشر في البادية. ومن رواده كثير عزة، وقيس بن الملوح، وذو الرمة، وقيس لبنى، وجميل بن معمر، وكمثالٍ على هذا بيت جميل بن المعمر:

- الغزل الحضري: وسمي كذلك لانتشاره في حواضر الشام، وزعيم هذا النوع عمر بن أبي ربيعة، ويتميز بعدم الاكتفاء بحبيبةٍ واحدةٍ، وحتى القصيدة الواحدة نرى شعراء هذا النوع يتغزلون بها في عدة نساءٍ، ويتجسد ذلك في قول عمر بن ابي ربيعة:

- الغزل التقليدي: يكثر فيه الوقوف على الأطلال. وسمي بالتقليدي لأن فيه شيئاً من تقليد شعراء العصر الجاهلي، ومنهم جرير والفرزدق.

## الغزل في العصر العباسي
شهد العصر العباسي ازدهارًا في شتى مجالات العلوم، ومنها الشعر بكل أغراضه، لكن خفت صوت المدرسة العذرية في الغزل وكثر الغزل الفاحش، ولعل الخطر في هذا ظهور نوعٍ من الغزل يعد أكثر الأنواع انحطاطًا وهو الغزل الغلماني، ولكن بالرغم من ذلك ظل الشعراء يتركون هذا النوع في قصائدهم الرسمية. وهناك أيضًا شعراء يحافظون على قدرٍ كبيرٍ من الغزل العفيف. ومن سمات الغزل في هذا العصر الأخرى تليين اللغة والابتعاد عن إيراد الغريب من الألفاظ. ومن أهم شعراء الغزل في هذا العصر أبو نواس، وبشار بن برد، وأبو فراس الحمداني، وأبو تمام، وعباس بن الأحنف، والكثيرين غيرهم.
وكمثالٍ على الغزل العفيف قول أبو تمام:

## الغزل في العصر الأندلسي
أذكيت جذوة الغزل في هذا العصر وازدهر الغزل، ومن أسباب ذلك جمال الطبيعة التي وصفها ابن خفاجة:
وظهرت في هذا العصر الموشحات. ومن خصائص هذا النوع اتباع الشعراء في الأندلس نهج المشرقيين في كثيرٍ من القصائد، فعرفوا الغزل التقليدي، والوقوف على الأطلال، والغزل الفاحش، والعفيف، ومن مزايا الغزل في هذا العصر:
1. إقبال المرأة على الغزل وتغزلها بالرجل. وكثرت الشاعرات الغزليات مثل حمدونة بنت زياد ونزهون.
2. ازدياد الغزل الغلماني وانحطاط الألفاظ.
3. ظهور الموشحات التي طرق معظمها موضوع الحب.

ومن أشهر الشعراء ابن خفاجة، وابن زيدون، وأشهر قصيدة له هي «أضحى التنائي» أو «نونية ابن زيدون» التي يحن فيها إلى أيامه مع محبوبته ولادة بنت المستكفي ومنها:
أضحى التنائي بديلا عن تدانينا،
وناب عن طيب لقيانا تجافينا
ألا وقد حان صبح البين، صبحنا
حين، فقام بنا للحين ناعينا
من مبلغ الملبسينا، بانتزاحهم،
حزنا، مع الدهر لا يبلى ويبلينا
أن الزمان الذي ما زال يضحكنا
أنسا بقربهم قد عاد يبكينا
غيظ العدا من تساقينا الهوى فدعوا
بأن نغص، فقال الدهر آمينا
فانحل ما كان معقودا بأنفسنا؛
وانبت ما كان موصولا بأيدينا
وقد نكون، وما يخشى تفرقنا،
فاليوم نحن، وما يرجى تلاقينا
يا ليت شعري، ولم نعتب أعاديكم،
هل نال حظا من العتبى أعادينا
لم نعتقد بعدكم إلا الوفاء لكم
رأيا، ولم نتقلد غيره دينا
ما حقنا أن تقروا عين ذي حسد
بنا، ولا أن تسروا كاشحا فينا
كنا نرى اليأس تسلينا عوارضه،
وقد يئسنا فما لليأس يغرينا
بنتم وبنا، فما ابتلت جوانحنا
شوقا إليكم، ولا جفت مآقينا
نكاد، حين تناجيكم ضمائرنا،
يقضي علينا الأسى لولا تأسينا
حالت لفقدكم أيامنا، فغدت
سودا، وكانت بكم بيضا ليالينا

## العصر الحديث
أُدخلت صور جديدة في الغزل في هذا العصر، حيث ازدادت العواطف والوجدانيات في الغزل، وابتعد عن إيراد الغريب من الألفاظ. وكان للغزل النصيب الأكبر في دواوين عددٍ كبيرٍ من الشعراء، وذلك بسبب خفوت الكثير من الأغراض الشعرية مثل الهجاء، والفخر، والمدح، والوقوف على الأطلال، وانتهى الغزل الغلماني.
ومن أبرز شعراء هذا العصر نزار قباني، وسعيد عقل، وإبراهيم ناجي، وعلي محمود طه، وإسماعيل صبري، وغيرهم الكثير.